# Peperomia hendersonensis
Peperomia hendersonensis är en pepparväxtart som beskrevs av Truman George Yuncker. Peperomia hendersonensis ingår i släktet peperomior, och familjen pepparväxter. Inga underarter finns listade i Catalogue of Life.